# Kaneelbuikboomklever
De kaneelbuikboomklever (Sitta cinnamoventris) is een zangvogel uit het geslacht Sitta.

## Verspreiding en leefgebied
Deze soort komt voor van noordelijk Pakistan tot noordelijk Zuidoost-Azië en telt 4 ondersoorten:
- S. c. almorae: de heuvels van de westelijke en centrale Himalaya.
- S. c. cinnamoventris: van de heuvels van de oostelijke Himalaya tot zuidelijk China en noordoostelijk Myanmar.
- S. c. koelzi: noordoostelijk India en westelijk Myanmar.
- S. c. tonkinensis: zuidelijk China en noordelijk Indochina.